# MoM-z14
MoM-z14 est une galaxie très lointaine. Elle a été observée le 16 avril 2025 par le télescope spatial James Webb. Son nom provient du programme d’étude “Mirage or Miracle” , z14 faisant référence au décalage vers le rouge de la galaxie. Elle est localisée dans la constellation du Sextant.
Elle présente un décalage vers le rouge de 14,44 ce qui correspond à une époque remontant à 13,52 milliards d'années, soit environ 280 millions d'années après le Big Bang, ce qui signifie que cet objet est maintenant situé à une distance de 33,8 milliards d'années-lumière de nous, ce qui en fait à la fois la galaxie et le corps céleste le plus éloigné à la date de sa découverte’.

## Spectroscopie
Le spectre des éléments chimiques de la galaxie présente plusieurs raies d'émission dans l’ultraviolet (C IV, CIII], NIV λ1487 Å (azote), NII, He II+OIII]).
Le fait que de nombreux éléments atomiques se trouvent avec des états d'ionisation double ou triple, montre que la galaxie connaît un très haut degré d'ionisation et que la galaxie est observée durant un épisode de formation d'étoiles.
Les observations montrent que la majeure partie de la lumière de la galaxie provient des étoiles, et non d'un noyau galactique actif. Ainsi, MoM-z14 héberge probablement des étoiles supermassives lumineuses, ce que la théorie a prédit à propos de l'univers primitif.
Le rapport azote/carbone de la galaxie est plus élevé que celui observé dans le Soleil. Sa composition chimique ressemble à celles des anciens amas globulaires attachés à la Voie lactée.

## Morphologie
Il existe deux morphologies pour ces anciennes galaxies lumineuses : la source compacte et celle étendue. La relation entre ces deux morphologies et leur chimie est un autre lien potentiel dans l'évolution des galaxies. Celles qui sont de puissantes émettrices d'azote comme MoM-z14 sont compactes. Son rayon effectif, re , est de 74+15
-12 pc.